# Tréal
Tréal település Franciaországban, Morbihan megyében. Lakosainak száma 679 fő (2022. január 1.). Tréal Réminiac, Monteneuf, Saint-Nicolas-du-Tertre, Ruffiac és Carentoir községekkel határos.

## Népesség
A település népessége az elmúlt években az alábbi módon változott:
| Lakosok száma | 714  | 641  | 634  | 662  | 655  | 652  | 640  | 640  | 640  | 679  |
|               | 1968 | 1982 | 1990 | 2006 | 2013 | 2015 | 2017 | 2019 | 2020 | 2022 |